# 瓦莲属
瓦莲属（学名：Rosularia）是景天科下的一个属，为多年生草本植物。该属共有约25种，分布于地中海区至中亚。中国新疆有3种。

## 下属物种
- 小花瓦莲 Rosularia turkestanica
- 长叶瓦莲 Rosularia alpestris
- 卵叶瓦莲 Rosularia platyphylla